# Långtjärnen (Alfta socken, Hälsingland, 677551-150119)
Långtjärnen är en sjö i Ovanåkers kommun i Hälsingland och ingår i Dalälvens huvudavrinningsområde. Sjön har en area på 0,0783 kvadratkilometer och ligger 344,2 meter över havet. Sjön avvattnas av vattendraget Glitterån.

## Delavrinningsområde
Långtjärnen ingår i det delavrinningsområde (677500-150072) som SMHI kallar för Inloppet i Stora Glittern. Medelhöjden är 357 meter över havet och ytan är 7,55 kvadratkilometer. Det finns inga avrinningsområden uppströms utan avrinningsområdet är högsta punkten. Glitterån som avvattnar avrinningsområdet har biflödesordning 4, vilket innebär att vattnet flödar genom totalt 4 vattendrag innan det når havet efter 299 kilometer. Avrinningsområdet består mestadels av skog (93 procent). Avrinningsområdet har 0,36 kvadratkilometer vattenytor vilket ger det en sjöprocent på 4,8 procent.